# Spoorlijn Rapperswil - Pfäffikon
De spoorlijn Rapperswil - Pfäffikon is een Zwitserse spoorlijn van de voormalige spoorwegonderneming Zürichsee-Gotthardbahn (ZGB). Het bedrijf opende op 27 augustus 1878 het treinverkeer over de nieuwe dam in de Zürichersee van Rapperswil gelegen in kanton Sankt Gallen naar Pfäffikon gelegen in kanton Zürich.
Het doel van deze onderneming was een spoorverbinding aan te leggen van oostelijk Zwitserland via Tösstal naar de in aanbouw zijnde Gotthardspoorlijn. Omdat het bedrijf zich tot het traject tussen Rapperwil en Pfäffikon beperkte, en geen eigen stations bezat, werd de treindienst uitgevoerd door de Vereinigte Schweizerbahnen (VSB), die in Rapperswil een groot depot bezat.
Interessant is verder dat de ZGB verplicht werd naast het onderhoud aan de spoorlijn op de Seedamm ook de weg te onderhouden. Op 1 januari 1890 fuseerde de Zürichsee-Gotthardbahn (ZGB) met de Südostbahn (SOB).

## Südostbahn

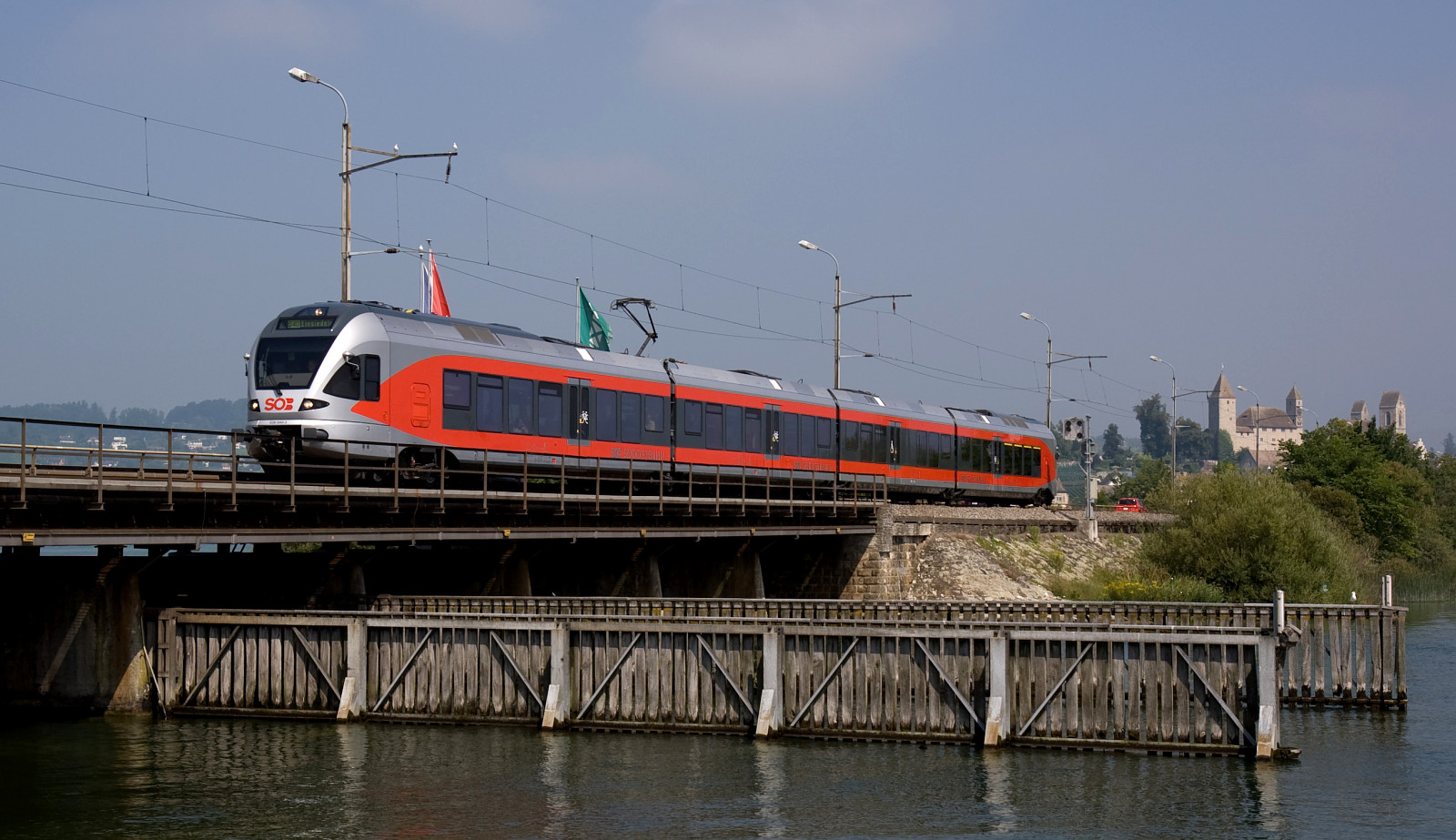
Nieuwe Generatie SOB treinstellen: Stadler FLIRT op de dam tussen Rapperswil en Pfäffikon

Met de start van de elektrische tractie bij de Südostbahn in 1939 ontstonden er nieuwe samenwerkingsmogelijkheden. In 1940 werd de directe treinverbinding St. Gallen – Arth-Goldau gestart. De trein reed tot 1945 alleen op zondag. Vanaf 1947 reed de Südostbahn dagelijks met doorgaande treinen van Luzern naar Romanshorn. Hiermee ontstond een directe verbinding tussen Noord-Oost-Zwitserland en Centraal-Zwitserland. Tegenwoordig is deze verbinding bekend als "Voralpen-Express"